# 木下厚
木下 厚（きのした あつし、1944年8月16日 - ）は、日本の政治家、政治評論家。元民主党衆議院議員。

## 来歴
- 1944年、長野県諏訪郡原村に生まれる。
- 長野県岡谷工業高等学校卒業。早稲田大学法学部中退。
- 1966年、出版社勤務、月刊誌編集長などを経て、1978年からフリージャーナリストとして独立。小学館専属ライター（週刊ポスト契約記者）となる。
- 1986年、フィリピン政変（エドゥサ革命または人民革命とも称する）によりアメリカ・ハワイに亡命したフェルディナンド・マルコス前大統領とホノルル市内で単独会見し話題となる。
- 1993年から政治評論家として著書出版、新聞・雑誌寄稿、テレビ・ラジオ出演、講演等を行う。
- 1999年、第42回衆議院議員総選挙に民主党公認で埼玉1区から立候補する準備を進めていたが、民主党県連は埼玉県議会議員武正公一を埼玉1区に擁立することを決定。木下は埼玉8区に移って立候補することになる。
- 2000年6月、第42回衆議院議員総選挙に民主党公認で埼玉8区から立候補し初当選。
- 2003年2月、保守2党による二大政党制を唱える五十嵐文彦・大島敦ら民主党右派議員30名と共に「民主党政権を実現する同志の会」を結成。菅直人代表（当時）に距離を置き、鳩山由紀夫前代表（当時）を支持する議員グループとして活動。
- 2003年11月、第43回衆議院議員総選挙に民主党公認で埼玉8区から立候補し落選するも、比例北関東ブロックで復活当選。
- 2003年12月、第43回衆議院議員総選挙において埼玉8区で当選した自民党の新井正則が公職選挙法違反で逮捕される。
- 2004年1月、新井が辞職。小選挙区当選を狙い、新井辞職に伴う補欠選挙に鞍替え出馬を表明。
  - 衆議院議員になるために衆議院議員を辞職して衆議院議員の選挙に立候補する、ということになった。小選挙区当選を狙った比例代表当選議員が辞職して補選に鞍替え立候補することには以前から問題視する声があり、木下の立候補にも批判があった。
- 2004年4月13日、補欠選挙に立候補し自動失職。
- 2004年4月25日、補欠選挙で自民党新人柴山昌彦に敗れ落選、政界引退を示唆するも、4月27日に国会で開かれた民主党の会合では一転して選挙再出馬の意思を表明。
- 2005年9月、第44回衆議院議員総選挙に民主党公認で埼玉8区から立候補し落選。
- 2007年6月、民主党埼玉県8区総支部長を辞任。民主党参議院比例区第16総支部長となる。
- 2007年7月、第21回参議院議員通常選挙比例代表に民主党から立候補し落選。
- 2007年9月、民主党を離党。翌10月の埼玉県所沢市長選挙に無所属で立候補することを表明した。
  - 民主党埼玉県総支部連合会は所沢市長選挙には既に別の候補者（党所属埼玉県議会議員当麻好子）の擁立を決めていたため、木下の支援はできないと表明した。
- 2007年10月、所沢市長選挙に無所属で立候補。当選者当麻好子。5人中2位で次点落選。
- 2008年5月、国民新党に入党。第45回衆議院議員総選挙に長野4区から同党公認で立候補することが内定したものの、民主党も同選挙区に候補者を擁立する方針となったことから出馬を断念。年内に同党を離党し、政治活動からの引退を表明した。

## 政策・主張
- 民主党内では右派、保守派であった。
- 長野県出身ということもあり、党内では羽田グループ所属していた。
- 健康増進法を努力規定ではなく義務規定として、受動喫煙防止を徹底することに反対。その理由として「たばこも趣向品の一種。あまり規制するのは如何なものか」と回答している[1]。

## 人物
- 喫煙者である[1]。

## 出演番組
- ミッキー安川のずばり勝負&朝まで勝負（アール・エフ・ラジオ日本）
- 政治評論家木下あつしの政治を斬る!!（多摩レイクサイドFM79）

## 著書
- 『つくられた死刑囚　再審・松山事件の全貌』　評伝社　1984年7月
- 『是川銀蔵の戦い　証券史上に残る稀代の勝負師一代記』　世界文化社　1989年9月　ISBN 4-418-89607-4
- 『21世紀の政界を担う若き政治家たち』　政界往来社　1990年1月　ISBN 4-915303-36-5
- 『是川銀蔵の株必勝法　“株の神様"の知恵を盗め!』（ムックの本）   ロングセラーズ　1990年6月  ISBN 4-8454-0313-7
- 『細川護煕vs小沢一郎　確執と相関のベールを剥ぐ　どうなる今後の日本』（銀河セレクション）　銀河出版　1993年11月　ISBN 4-906436-32-3
- 『菅直人総理待望論　菅直人政権で日本はこう変わる』　あっぷる出版社　1996年9月  ISBN 4-87177-148-2
- 木下厚『最後の相場師 是川銀蔵』彩図社、2011年。ISBN 978-4-88392-790-6。

## 編著書
- 『大政変　もう一度必ずやってくる!!　65人の主役たち』　フットワーク出版　1995年7月　ISBN 4-87689-190-7